# 法厄同星

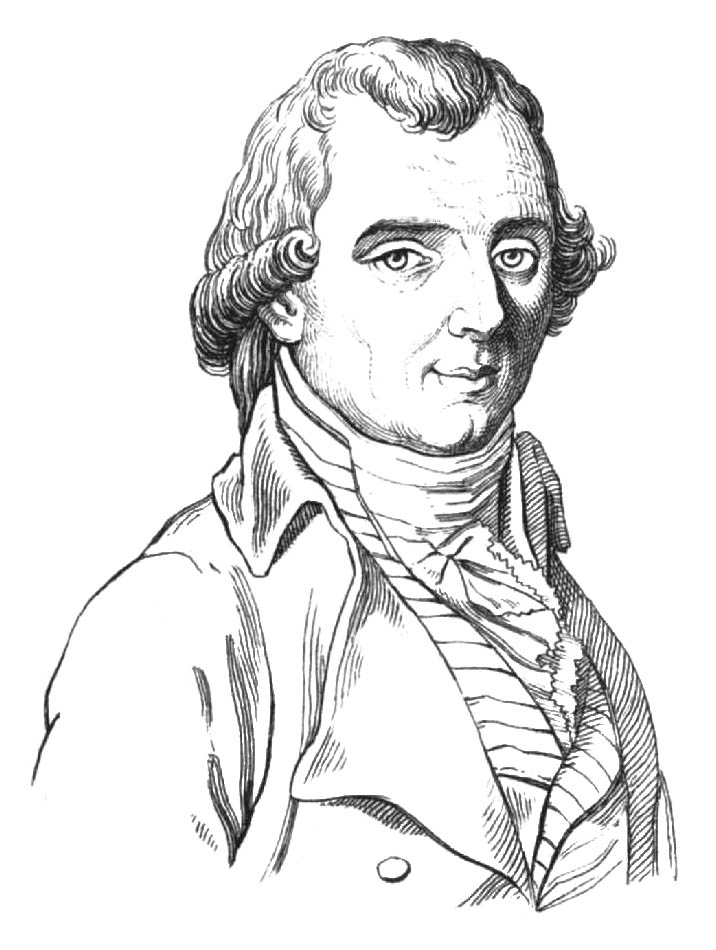
海因里希·奥伯斯提出了法厄同星的概念

法厄同星（Phaeton 或 Phaëton，有时也拼写为 Phaethon）是位于火星与木星轨道间的一颗假想的行星，它的毁灭被认为是导致小行星带形成的原因和材料。这颗行星是以希腊神话中太阳神赫利俄斯的儿子法厄同的名字命名的，他曾试图驾驶其父亲的太阳车，最终因失控而被宙斯击毙。
小行星3200Phaethon有时也会被错误地拼写为Phaeton。

## 法厄同星假设
基于目前已被证实并不可靠的提丢斯-波得定则，当时有一部分人相信在火星与木星之间存在着另一颗行星。作为这一定则的提出者之一，约翰·波得便开始寻找这第五颗行星。当小行星带中最大的一颗小行星谷神星（目前被认为是一颗矮行星）1801年被发现时，它正好位于预测中第五颗行星的位置，因而当时有许多人认为谷神星就是这颗缺失的行星。然而，1802年天文学家海因里希·奥伯斯在与谷神星几乎相同的轨道上发现了名为智神星的小行星。
奥伯斯提出，这些新的发现都是一颗曾经围绕太阳旋转的行星的碎片，他还预言更多的碎片将会被发现。之后卡尔·路德维希·哈丁发现的婚神星和奥伯斯自己发现的灶神星都支持了这一猜测。
这一假说认为是一颗假定的第五行星的毁灭导致了小行星带的形成，该假说目前通常被称作分裂理论（disruption theory）。它认为在太阳系中曾经有一颗主要的行星处于火星和木星之间，但由于某些原因最终被摧毁了。其原因可能包括：
- 它运行到了离木星过于靠近的位置，被这一气体巨星的巨大引力撕裂了。
- 它被某一巨大的天体撞击。
- 它被假设中的一颗褐矮星——太阳伴星所毁灭。
- 它由于其内部的某些灾难而被损灭。

20世纪，苏联陨石学家叶甫根尼·克林诺夫用希腊神话传说中的法厄同命名了这一行星。

## 现今观点
目前，法厄同星猜测已被吸积盘模型所取代。现今大多数天文学家认为小行星带中的小行星是原行星盘的残余，在太阳系形成初期，这一区域中原行星盘的碎片由于受到木星巨大重力的影响而未能形成行星。
然而，这一假说仍旧被一些非科学家所支持。其中一个著名的支持者是民科考古學家撒迦利亚·西琴（Zecharia Sitchin），基于他对古代苏美尔神话的研究，他把各神明當成星球與外星種族。他認為迪亞馬特、尼比鲁都是行星，然後前者被後者所毁灭。不过，他的这一研究通常被认为是未能被詳細證實的。
1988年，唐纳·派登（Donald W. Patten）在一本名为《大灾难与旧约》（Catastrophism and the Old Testament）的书中描述了一个理论，认为一颗被他称为阿斯特拉（Astra）的行星在向火星运动的过程中到达洛希极限，之后化为碎片，如同1994年苏梅克-列维9号彗星撞击木星的结果。
在与不明飞行物和通灵术有关的来源中，法厄同星还被称为马尔戴克（Maldek）。